# San Simeone Profeta
San Simeone Profeta ou Igreja de São Simão, o Profeta, era uma igreja de Roma, Itália, localizada no rione Ponte, na Piazza Lancellotti, e demolida no início do século XX. Era dedicada a São Simão, o Profeta.

## História
Esta igreja é de origem medieval, mencionada pela primeira vez num documento da "Regestum Farfense" de 23 de janeiro de 1017, e era chamada de San Simeone de Ponte. Ela aparece novamente no Catálogo de Cencio Camerario (1192) com o nome de Sancto Symeoni de Pusterula. Foi completamente restaurada em 1610 por ordem do cardeal Girolamo Lancellotti, cujo palácio estava de frente para a mesma praça. Em seguida, a igreja foi entregue para a "Confraria de Santa Margarida de Cortona", passando a chamar-se "Santa Margherita". Já no final do século XIX, havia sequer um padre local e, na primeira metade do século XX, depois do colapso do teto, foi completamente abandonada. Ela chegou a ter três naves e obras preciosas de Ventura Salimbeni e Carlo Saraceni, mas atualmente resta apenas a fachada, pois o resto do edifício foi demolido para dar lugar habitações residenciais em 1929.